# Ybbs
L'Ybbs est un cours d'eau de Basse-Autriche, affluent de la rive droite du Danube

## Géographie
L'Ybbs (prononcé en allemand : [ˈɪps] , d'une racine pré-celtique *ib-) prend sa source près de la frontière avec la  Styrie dans la région de Mariazell, au pied du Grand Zellerhut (1 639 m). La longueur de son cours d'eau est de 130 km. En amont, cette rivière s'appelle l'Ois blanche, elle reçoit l'Ois noire (petite Ybbs) juste avant la ville de Waidhofen et prend le nom d'Ybbs dans sa partie aval. Elle traverse le village d'Hollenstein près du parc naturel des Eisenwurzen puis les villes de  Waidhofen, Amstetten avant de se jeter dans le Danube à Ybbs sur le Danube (Ybbs an der Donau). 
Le débit moyen annuel de la rivière est de 30,2 m3/s à Amstetten-Greimpersdorf. Statistiquement, une crue centennale est de 1 100 m3/s. Historiquement, un débit de 1 000 m3/s a été observé le 3 août 1991, le 21 juillet 1959 et le 13 septembre 1899 ainsi que de 936 m3/s le 24 juin 2009. Plus en amont, à Opponitz, des crues centennales (637 et 629 m3/s) ont eu lieu le 7 août 2006 et le 7 septembre 2007 alors que le débit moyen annuel est de 19,7 m3/s. 
La rivière est utilisée pour la production d'électricité dans les centrales d'Opponitz, d'Amstetten et de Kemmelbach. Plusieurs entreprises travaillant le métal et le bois ainsi que des papeteries sont installées le long de son cours. Ainsi, jusque dans les années 1980 et avant la construction de stations d'épuration, l'Ybbs était une des rivières les plus polluées d'Autriche.

## Liens externes

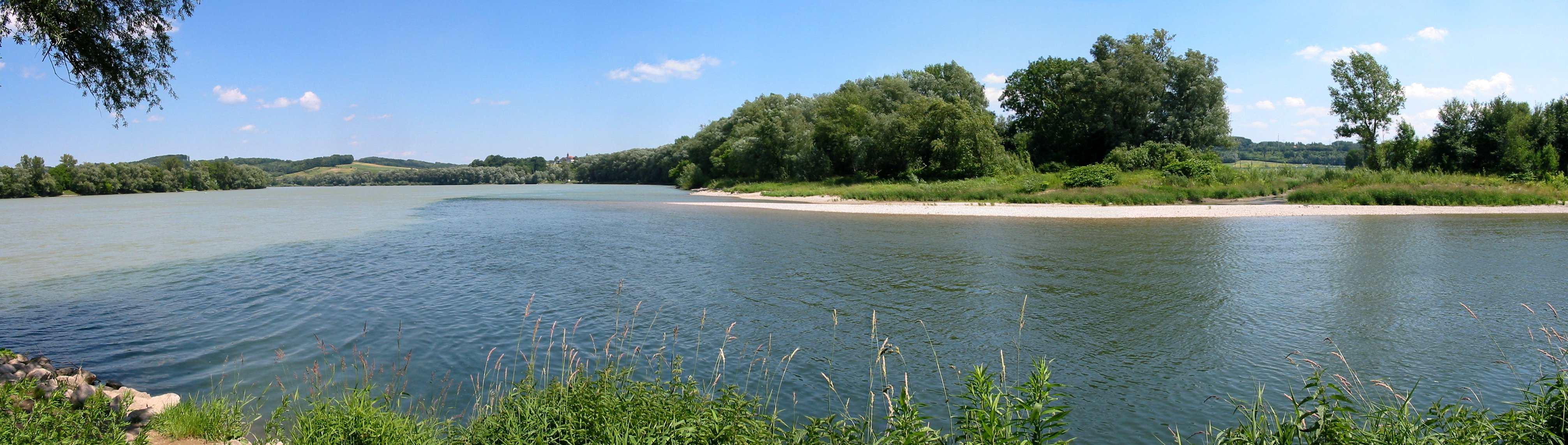
Confluence de l'Ybbs dans le Danube.